# Otto Umbehr
Otto Maximiliaan Umbehr (pseudoniem Umbo) (Düsseldorf, Duitsland, 18 januari 1902 – Hannover, 13 mei 1980) was een Duitse fotograaf en fotojournalist.
Otto was de tweede van zes kinderen van Karl Friedrich Umbehr, een industrieel architect.  Zijn moeder Frieda is overleden in 1910.  Hij ging studeren in Duisburg, Aken en Düsseldorf en in 1921 aan het Bauhaus in Weimar met Johannes Itten, Oskar Schlemmer en Wassily Kandinsky. Daar ontmoet hij László Moholy-Nagy een van de belangrijkste fotografen van het Bauhaus.   
Otto Umbehr begon een fotostudio met hulp van Paul Citroen in 1926 en werd vrijwel onmiddellijk, met zijn innovatieve portretten van het mondaine Berlijn, een van de oprichters van een nieuwe fotografische esthetiek.  Fotomontages maakte hij als camera-assistent voor de film van Walter Ruttmann: Die Sinfonie einer Grosstadt.   
Eind 1928 werd Umbo een van de oprichters van het agentschap Dephot (Deutscher Photodienst GmbH), die in 1933 een nieuwe stijl van de fotojournalistiek presenteerde.  Umbo werkt voornamelijk in de vermaaksindustrie met zijn fototoestel.  Maar het agentschap werd gesloten tijdens de inbeslagnames van vermogens (Machtergreifung) door de nazi's in 1933.  
Tijdens de naziperiode werkte Umbehr als fotojournalist, maar dat was nauwelijks mogelijk als kunstenaar. In 1943 werden zijn fotoarchieven in Berlijn, met tussen de 50.000 en 60.000 negatieven vernietigd bij een bombardement, slechts enkele van zijn werken zijn bewaard gebleven. 
In verwarring over de oorlog en de naoorlogse periode ging Umbo in 1945 met zijn vrouw Imgard Wanders, grafisch ontwerper, met wie hij een dochter had, terug naar Hannover. Hij verloor zijn linkeroog tijdens renovaties. Daarna begon hij de beelden van naoorlogse ruïnes te fotograferen. Later doceerde hij fotografie aan de School van Toegepaste Kunsten in Hannover.
Voor de Wereldbibliotheek in Amsterdam maakte Umbehr onder het pseudoniem Umbo in 1931 een fotomontage voor het boek van Simon Koster De razende saxofoon.  